# Joe Durrell
Joseph Timothy Durrell (sinh ngày 15 tháng 3 năm 1953) là một cựu cầu thủ bóng đá người Anh, thi đấu cho West Ham United, Bristol City, Cardiff City và Gillingham từ năm 1971 đến năm 1977.